# Sedina
Sedina är ett släkte av fjärilar som beskrevs av Ernst Urbahn 1933. Sedina ingår i familjen nattflyn, Noctuidae.
Släktet har endast en art, Sedina buettneri, Brunstarrsfly.